# All Black Peak
All Black Peak är en bergstopp i Antarktis. Den ligger i Östantarktis. Nya Zeeland gör anspråk på området. Toppen på All Black Peak är 2 026 meter över havet, eller 255 meter över den omgivande terrängen. Bredden vid basen är 3,6 km.
Terrängen runt All Black Peak är kuperad åt nordväst, men åt sydost är den platt. Trakten är obefolkad. Det finns inga samhällen i närheten.